# Clairvaux-d'Aveyron
Clairvaux-d'Aveyron é uma comuna francesa na região administrativa de Occitânia, no departamento de Aveyron. Estende-se por uma área de 25,14 km². Em 2010 a comuna tinha 1 175 habitantes (densidade: 46,7 hab./km²).